# Бобруйки
Бобруйки́ — село в Україні, у Козелецькій селищній громаді Чернігівського району Чернігівської області.
До 2016 орган місцевого самоврядування — Бобруйківська сільська рада.
Населення становить 340 осіб.

## Історія
Перше поселення людини в центрі сучасних Бобруйок, ймовірно, існувало за часів Київської Русі. У 2001 році під час будівництва церкви Різдва Богородиці було знайдено курганний могильник тих часів.

#### Заснування
Село виникло наприкінці XV — на початку XVI ст. як хутір, заснований родинами Бобруйків та Горячків. Назва села походить від прізвища його перших поселенців — Бобруйків.

#### Козацький період
З часів Визвольної війни представники роду Бобруйків стали козаками. У XVIII ст. Бобруйки стали родовим володінням козаків, а у селі була побудована перша церква Різдва Богородиці. За переписом 1766 року в селі діяли церква зі старою дзвіницею та школа.
За даними на 1859 рік у козацькому й власницькому селі Остерського повіту Чернігівської губернії мешкало 552 особи (348 чоловічої статі та 378 — жіночої), налічувалось 128 дворових господарств, існувала православна церква.
Станом на 1886 у колишньому державному й власницькому селі Остерської волості мешкало 793 особи, налічувалось 190 дворових господарств, існували православна церква, школа, постоялий будинок.
1901 року - проживало 1129 осіб.

#### XX століття
У 1935 році більшовицький режим знищив дерев'яну церкву Різдва Богородиці, збудовану у 1803 році. У 1943 році село було звільнене від німецької і повернулось до російської окупації під час Другої світової війни. У боях загинуло 27 радянських вояків, похованих у братській могилі.

#### Сучасний період
2002 року у селі збудували муровану церкву Різдва Богородиці. Тоді ж було відреставровано будівлю сільради, оновлено медичний пункт та інші об'єкти інфраструктури.
13 липня 2001 року Бобруйківську сільську раду утворено рішенням Чернігівської обласної ради.
12 червня 2020 року, відповідно до розпорядження Кабінету Міністрів України № 730-р «Про визначення адміністративних центрів та затвердження територій територіальних громад Чернігівської області», увійшло до складу Козелецької селищної громади.
19 липня 2020 року, в результаті адміністративно — територіальної реформи та ліквідації Козелецького району, село увійшло до складу Чернігівського району Чернігівської області.

## Політика

### Парламентські вибори, 2019
На позачергових парламентських виборах 2019 року у селі функціонувала окрема виборча дільниця № 740250, розташована у приміщенні клубу.
Результати
- зареєстровано 249 виборців, явка 75,50%, найбільше голосів віддано за «Слугу народу» — 41,40%, за Всеукраїнське об'єднання «Батьківщина» — 12,90%, за «Європейську Солідарність» — 12,37%[7]. В одномандатному окрузі найбільше голосів отримав Борис Приходько (самовисування) — 41,08%, за Сергія Коровченка (самовисування) — 18,92%, за Олега Дмитренка (самовисування) — 11,89%[8].

## Населення
Згідно з переписом УРСР 1989 року чисельність наявного населення села становила 617 осіб, з яких 232 чоловіки та 385 жінок.
За переписом населення України 2001 року в селі мешкало 426 осіб.

### Мова
Розподіл населення за рідною мовою за даними перепису 2001 року:
| Мова       | Кількість | Відсоток |
| ---------- | --------- | -------- |
| українська | 432       | 98.63 %  |
| російська  | 6         | 1.37 %   |
| Усього     | 438       | 100 %    |

## Люди
В селі народився Нелєпп Георгій Михайлович (1904–1957) — український радянський оперний співак.